# Feldafing
Feldafing – miejscowość i gmina w Niemczech, w kraju związkowym Bawaria, w rejencji Górna Bawaria, w regionie Monachium, w powiecie Starnberg. Leży około 5 km na południowy zachód od Starnberga, nad jeziorem Starnberger See, przy linii kolejowej Monachium – Garmisch-Partenkirchen - Innsbruck.
W miejscowości jest przystanek kolejowy Feldafing.

## Demografia
| Rok  | Liczba mieszk. |
| ---- | -------------- |
| 1970 | 2 966          |
| 1987 | 3 647          |
| 2000 | 4 231          |
| 2007 | 4 296          |

### Struktura wiekowa
Dane o ludności z 31 grudnia 2008:
| Opis                                | Ogółem | Ogółem | Kobiety | Kobiety | Mężczyźni | Mężczyźni |
| ----------------------------------- | ------ | ------ | ------- | ------- | --------- | --------- |
| Jednostka                           | osób   | %      | osób    | %       | osób      | %         |
| Populacja                           | 4363   | 100    | 2298    | 52,67   | 2065      | 47,33     |
| Wiek przedprodukcyjny (0–17 lat)    | 794    | 18,2   | 377     | 8,64    | 417       | 9,56      |
| Wiek produkcyjny (18–65 lat)        | 2485   | 56,96  | 1304    | 29,89   | 1181      | 27,07     |
| Wiek poprodukcyjny (powyżej 65 lat) | 1084   | 24,85  | 617     | 14,14   | 467       | 10,7      |

## Polityka
Wójtem gminy jest Bernhard Sontheim z BG, rada gminy składa się z 16 osób.
|      | CSU | CSU/PF | SPD/PFB | Zieloni | AUF | BG | FL | FDP | Razem |
| 2008 | 5   | -      | 2       | 1       | 1   | 4  | 2  | 1   | 16    |
| 2002 | -   | 5      | 2       | 1       | 2   | 3  | 2  | 1   | 16    |